# Roman Lipowicz (polityk)
Roman Lipowicz (ur. 17 stycznia 1929 w Turzynie, zm. 17 grudnia 2013) – polski polityk, poseł na Sejm PRL VIII kadencji.

## Życiorys
Posiadał wykształcenie wyższe prawnicze. Był dyrektorem do spraw administracyjnych Koniecpolskich Zakładów Płyt Pilśniowych.
Od 1949 pracował w strukturach Polskiej Zjednoczonej Partii Robotniczej. Zasiadał w Komitetach partii: Powiatowym, Zakładowym, Miejskim i Gminnym. Od 1962 do 1966 był sekretarzem prezydium Powiatowej Rady Narodowej we Włoszczowie. W latach 1982–1985 pełnił mandat posła na Sejm PRL VIII kadencji w okręgu Częstochowa. Zasiadał w Komisji Budownictwa i Przemysłu Materiałów Budowlanych.
Pochowany na cmentarzu parafialnym w Koniecpolu.

## Niektóre odznaczenia
- Krzyż Komandorski Orderu Odrodzenia Polski[1]
- Krzyż Oficerski Orderu Odrodzenia Polski
- Krzyż Kawalerski Orderu Odrodzenia Polski
- Złoty Krzyż Zasługi
- Medal 30-lecia Polski Ludowej